# Durbuy
Durbuy är en kommun och en ort i Belgien.   Den ligger i provinsen Luxemburg och regionen Vallonien, i den sydöstra delen av landet, 100 km sydost om huvudstaden Bryssel. Antalet invånare är 11 086.
I omgivningarna runt Durbuy växer i huvudsak blandskog. Runt Durbuy är det ganska tätbefolkat, med 65 invånare per kvadratkilometer.